# Якон соняшниковий
Якон соняшниковий, відомий також як кристал картоплі, хризантеми картоплі, женьшень, плоди землі (Smallanthus sonchifolius) — вид рослин із роду Smallanthus триби Millerieae підродини айстрові родини айстрові. Овочева культура.

## Опис
Це трав'яниста багаторічна рослина. Рослина висотою 0,8-1,2 м. Стебло округле, з жорстким густим опушенням, зелене, у верхній частині з антоціановими плямами. Листя супротивні, великі, з нерівномірно зубчастим краєм. Листова пластинка списоподібної форми, у молодого листя — трикутні, з верхньої сторони темно-зеленого кольору, з нижньої — світліша і оточена. Найбільш густе і жорстке опушення на великих жилках і черешках листа. Квітки зібрані в кошики, розташовані на довгих квітконосах. Кошики напівкулясті, проте сім'янки його невідомі, можливо, вони зовсім не утворюються. Рослини формують великі кореневища вагою 700—1200 г. Від кореневищ відходять численні тонкі в період відростання коріння. У міру зростання рослини вони товщають і набувають веретеноподібної, грушоподібної, овальної форми. Його структура і аромат — щось середнє між яблуком і кавуном.
Діаметр бульб до 10 см, довжина — до 40 см, вага — до 800—900 г. У бульбах якона міститься: інулін (до 20 %, після вживання солодощів, вмісту цукру в крові знижує), фруктоза, фосфор, калій (у великій кількості) і фруктани. У м'ясистих кореневих бульбах збирається основна маса корисних речовин. Під впливом сонячних променів, коли він пролежить на сонці кілька годин стає дуже солодким, так як різко збільшується глюкоза, це дуже приємно і безпечно на смак.

## Вирощування
Висаджують у тропічних, субтропічних та помірних зонах.
Рослина формує запасають органи двох типів — коренеплоди та кореневі бульби. Коренеплоди якона утворюються з головного кореня. У його утворенні беруть участь і інші органи: верхня частина його — «голівка», що несе листя, є укороченим стеблом, під ним знаходиться гладенька без корінців шийка — підсім'яне коліно, нижня частина відходять від неї бічними корінцями — власне корінь. Якщо запасні продукти відкладаються не в головному корені, а в бічних або додаткових, то утворюються кореневі бульби, які мають колір від жовтуватого до бурого.

## Застосування
В першу чергу якон  вирощують заради солодких та хрустких коренеплодів. Його бульби досить поживні і можуть замінити картоплю. Перед вживанням коріння витримують на сонці для зменшення кількості інуліну та збільшення кількості глюкози, або відразу очищують від шкірки, вживають у сирому, вареному, тушкованому, смаженому стані, часто просто нарізають і додають в салати. Відомий своїм вмістом полісахаридів. з яких до 60% інуліну . 
Індіанці нарізали його на вузькі скибочки і підсушували, виходило щось на зразок пастили. 
Продукти переробки якону застосовують у виробництві хліба з житнього та суміші житнього і пшеничного борошна, як збагачувальна добавка (поліпшувач).
Як освіжальний напій у спекотну погоду використовують яконів сік, для цього його корені витримують на сонці, очищують, подрібнюють, відчавлюють та проціджують. 
Також цінний як кормова культура для сільськогосподарських тварин.

## Розповсюдження
Поширено в гірських районах Анд Центральної і Південної Америки (Венесуела, Колумбія, Аргентина). Основне поширення набув в Перу. Культивується в Новій Зеландії, США, Мексиці, Італії, Японії.